# Switch Player
Switch Player — британский ежемесячный журнал,  посвящённый играм для игровой приставки Nintendo Switch, основанный Полом Мёрфи и выпускавшийся независимой издательской компанией Ninty Media c 2017 по 2023 годы. Был единственным в мире печатный журнал, посвященным эксклюзивно этой платформе. В издании печатались рецензии, превью, новости и другие материалы связанные с Nintendo Switch.
Журнал был основан в 2016 году Полом Мёрфи, ранее работавшем в изданиях Mean Machines и Official Nintendo Magazine, а так же являющимся создателем сайта о PlayStation Vita The Vita Lounge. Первым выпуском издания был номер за февраль 2017 года, вышедший за месяц до поступления приставки в продажу. Издание финансировалось читателями журнала с помощью платформы Patreon.
Обложки журнала рисовались разными иллюстраторами, среди которых появлялся Уил Овертон, автор всех обложек для Super Play.
С 2020 года команда Switch Player начала издавать ежеквартальный журнал Ninty Fresh, посвященный всем приставкам компании Nintendo.
В июле 2023 года было объявлено о закрытии журнала. Последним номер Switch Player стал выпуск за июль/август 2023 года под номером 69. Издание Ninty Fresh тоже было закрыто.